# Radóc (Románia)
Radóc (románul Rădăuți, németül Radautz, jiddisül ראַדעװיץ, lengyelül Radowce) romániai város, jelenleg Suceava megyébe tartozik.

## Fekvése
Radóc romániai város az egykori Bukovina déli részén, hozzávetőleg 25 kilométerre délnyugatra a szeretvásári (Siret) határátkelőhelytől, és 37 kilométerre a megyeszékhelytől, Szucsávától. Az Északkeleti-Kárpátoktól keletre fekszik. Jelenleg az észak-romániai Suceava megyébe tartozik.

## Története
A település nevének eredetére két elképzelés is létezik. Az egyik szerint egy 1392-ben kelt dokumentumban Radomir bojár falvának említése a jelenlegi Radócot jelenti, tehát a név jelentése e szerint Radomir falva lenne. A másik verzió szerint a név sokkal régebbi eredetű, és a latin Rottacenum (a római katonák használták ezt az elnevezést a közeli Szeretvásár helyén lévő egykori helyőrségre) szláv átalakításából származik. Mindenesetre a település első írásos megemlítésére Radóc néven 1412-ben került sor egy dokumentumban.
Radóc a 14. század közepén már egy virágzó település volt itt, ezért I. Bogdán, az Államalapító (1359-1365) elhatározta, hogy itt építi fel az ország legkitűnőbb templomát, amely a keleti ortodox püspökség székhelye lesz. Ez a legrégebbi kőből épült templom egész Bukovinában, a közelében állították fel I. Bogdán moldvai fejedelem fehér lovasszobrát. A Szent Miklós templom (Bogdán kolostor) körül a régészek felfedeztek egy Bogdán korát megelőző kultúrréteget is, ami az államalapítást megelőző központ meglétét támasztja alá.
A Nagy István moldvai fejedelem által Radócnak adományozott vásártartási jog nagymértékben elősegítette a város fejlődését.
A középkorban nagyszámú zsidó népesség menekült a városba a zsidóüldözések elől, és egészen a második világháború végéig jelentős tényezői voltak Radóc mindennapjainak.
A Habsburg időszakban Bukovina egyik legjelentősebb városának számított, ekkor nagyszámú német ajkú telepes érkezett a településre.
Az első világháborút lezáró békeszerződés Bukovina déli részét Radóccal együtt Romániához csatolta.

## Látnivalók
- Szent Miklós templom (Bogdán kolostor)
- Vasútbarátok számára lehet érdekes a főutcán Dorniești felé ballagó vonat: